# Stefan Dragostinov
Stefan Dragostinov (født 11. april 1948 i Sofia, Bulgarien) er en bulgarsk komponist, pianist og dirigent.
Dragostinov studerede komposition som ung privat hos bl.a. Pancho Vladigerov. Han studerede så senere hos Alexander Raichev på State Academy of Music i Sofia, både komposition og klaver. Han har skrevet 6 symfonier, orkesterværker, kammermusik, korværker etc. Dragostinov har senere arbejdet som dirigent og producent med bulgarsk folkemusik som speciale.

## Udvalgte værker
- Symfoni nr. 1 "Sinfonia Piccola" (1971) - for blæserkvintet
- Symfoni nr. 2 "Requiem" - (1972) - for kor og orkester
- Symfoni nr. 3 (1976) - for orkester
- Symfoni nr. 4 (1978) - for orkester
- Symfoni nr. 5 "Symfoni Monument" (1982) - for orkester
- Symfoni nr. 6 "Symfoni for freden" - for solist kor og orkester (1985)